# Urumita
Urumita è un comune della Colombia facente parte del dipartimento di La Guajira.
Il centro abitato venne fondato da Juan Bautista Canalete nel 1785, mentre l'istituzione del comune è del 1979.